# Caerphilly
Caerphilly (galeză Caerffili) este un oraș și una dintre cele 22 zone de consiliu ale Țării Galilor. 

## Orașe
Caerphilly este cel mai important oraș cu 31.600, alte orașe importante sunt: 
- Aberbargoed
- Abercarn
- Bargoed
- Blackwood
- Crumlin
- Cwmcarn
- Gelligaer
- Hengoed
- Newbridge
- Oakdale
- Rhymney
- Risca
- Wyllie

## Personalități născute aici
- Aaron Cook (n. 1979), fotbalist;
- Aaron Ramsey (n. 1990), fotbalist.

1. ↑  Directions to the Local Democracy and Boundary Commission for Wales 2016 (PDF)
2. ↑   https://ons.maps.arcgis.com/home/item.html?id=a79de233ad254a6d9f76298e666abb2b Lipsește sau este vid: |title= (ajutor)